# Anagyros (Mythologie)
Anagyros (altgriechisch Ἀνάγυρος Anágyros) ist in der griechischen Mythologie der eponyme Heros des Demos Anagyros in der attischen Phyle Erechtheis.
Zenobios und die Suda berichten, dass sich auf dem Demos Anagyros ein Heiligtum des Heros in einem Hain befunden habe. Als ein alter Mann den Hain fällt, bewirkt Anagyros als Ἀναγυράσιος δαίμον Anagyrásios daímon, deutsch ‚Geist des Anagyros‘, dass sich die Geliebte des Mannes in seinen Sohn verliebt. Da der Sohn sich ihr gegenüber unwillig zeigt, beschuldigt sie ihn sie verführt zu haben. Der Mann blendet daraufhin seinen Sohn und schließt ihn in seinem Haus ein. Wegen seiner Tat erhängt der Mann sich schließlich, seine Geliebte wirft sich daraufhin in einen Brunnen.